# Gheorghe Dima
Gheorghe Dima   (Brașov, 10 d'octubre de 1847 - Cluj-Napoca, 4 de juny de 1925) fou un compositor, director d'orquestra i professor romanès, membre honorari de l'Acadèmia Romanesa.

## Infància i estudis
Nicolea I Zoe Dima van ser els més petits de quatre nens. Va perdre el pare d'hora. Amb l'ajuda del seu germà petit, Pandeli, va estudiar a les joves escoles tècniques de Gheorghe, primer a la Real Escola de Viena i després a la Facultat Tècnica de Karlsruhe .
Durant aquest període va sorgir el seu interès per la música. Primer va prendre lliçons de cant d'Heinrich Giehna i després d'Otto Uffmann a Viena. Decidit a dedicar la seva vida a la música, es va traslladar a Graz, on va estudiar sota Ferdinand Thieriot. De 1872 a 1874 va ser estudiant al conservatori de Leipzig.

## Carrera
De jove va cantar en òperes a Klagenfurt i Zuric. El 1874 va tornar a la seva ciutat natal, on va exercir de professor i director de música. Es va casar el 1875 i es va casar amb Maria Florian. Van tenir dos fills, però el 1878 van morir tots dos i aviat també va morir la seva mare. Dima va deixar Brasov i va continuar els seus estudis musicals a Leipzig: estudiant piano, composició, cant i història de la música. Després de graduar-se al conservatori, va donar diversos concerts a Bucarest i a les principals ciutats de Transsilvània. A Sibiu, va interpretar el paper d'Adan de l'oratori de Haydn: La creació, amb un èxit que se li va oferir dirigir l'Associació de Música Romanesa de la ciutat.
Des de l'1 de maig de 1881 es va establir a Sibiu i va treballar com a director de la catedral ortodoxa i com a professora de música al Seminari Teològic Ortodox i a l'"ASTRA Girls School". També va ser nomenat director de direcció de la "Hermannstädter Mannergesang Verein". Va compondre la majoria de les seves obres aquí i es va convertir en una figura definidora de la vida musical de la ciutat durant uns vint anys. El 1884 es va casar amb Maria Bologa, filla de Iacob Bologa, un polític que es va convertir en el seu principal ajudant en la seva obra artística. Van néixer dos fills i tres filles; un noi es va suïcidar mentre estudiava a Alemanya, l'altre va ser emportat per malaltia.
A la trucada constant de la gent de Brasov, va tornar a la seva ciutat natal el 1899, on es va convertir en el director de l'escola de música i també va dirigir el cor de l'Església de Sant Nicolau a Bulgària. Durant la Primera Guerra Mundial, primer va fugir a Romania, i més tard va passar 17 mesos amb càrrec de col·laboració a presons de Brașov, Târgu Mureş i Cluj. Durant la seva captivitat, va compondre diverses obres sobre temes religiosos. El 1919 es va convertir en el primer director del Conservatori Romanès a Cluj-Napoca.

## Memòria
L'Acadèmia de Música de Cluj, porta el seu nom ja que de la qual va ser el seu primer director, i de l' Orquestra Filharmònica de Brasov. S'ha creat una sala en la seva memòria del Museu Casa Mureșenilor de Brasov. A Cluj-Napoca, Brasov i Sibiu, el carrer i el parc públic de Bolgárszeg rebien el seu nom.